# San Martino di Lupari 2020-2021
Questa voce raccoglie le informazioni riguardanti l'A.S.D. San Martino di Lupari nelle competizioni ufficiali della stagione 2020-2021.

## Stagione
La stagione 2020-2021 della Fila San Martino di Lupari è stata l'ottava consecutiva che ha disputato in Serie A1 femminile.

## Verdetti stagionali
- Serie A1: (24 partite)

stagione regolare: 7º posto su 14 squadre (13-11);
play-off: sconfitta a tavolino ai quarti di finale da Schio (0-2).
- Coppa Italia: (1 partita)

sconfitta ai quarti di finale da Venezia (57-102).
- Supercoppa italiana: (1 partita)

sconfitta ai quarti di finale da Lucca (76-77).

## Roster
|    | Naz.                   | Ruolo | Sportivo          | Anno | Alt. |  |        |
| -- | ---------------------- | ----- | ----------------- | ---- | ---- |  | ------ |
| 2  | Stati Uniti (bandiera) | G     | Jolene Anderson   | 1986 | 173  |  | [ 2 ]  |
| 3  | Italia (bandiera)      | PG    | Irene Guarise     | 2003 | 165  |  |        |
| 4  | Italia (bandiera)      | P     | Elena Fietta      | 1995 | 167  |  |        |
| 5  | Italia (bandiera)      | AC    | Marcella Filippi  | 1985 | 186  |  |        |
| 6  | Italia (bandiera)      | PG    | Monica Tonello    | 1988 | 168  |  | (cap.) |
| 7  | Italia (bandiera)      | PG    | Francesca Pasa    | 2000 | 173  |  |        |
| 8  | Italia (bandiera)      | AC    | Sara Toffolo      | 2000 | 184  |  |        |
| 9  | Italia (bandiera)      | A     | Giulia Ciavarella | 1997 | 183  |  |        |
| 10 | Italia (bandiera)      | AC    | Sara Nezaj        | 2001 | 182  |  |        |
| 11 | Italia (bandiera)      | A     | Sofia Varaldi     | 2003 | 188  |  |        |
| 12 | Italia (bandiera)      | G     | Elena Giordano    | 2002 | 175  |  |        |
| 13 | Italia (bandiera)      | GA    | Martina Rosignoli | 2001 | 176  |  |        |
| 14 | Lituania (bandiera)    | AC    | Eglė Šulčiūtė     | 1985 | 190  |  |        |
| 15 | Italia (bandiera)      | G     | Alice Milani      | 1999 | 170  |  | [ 4 ]  |
| 16 | Italia (bandiera)      | A     | Arianna Arado     | 2004 | 186  |  |        |
| 44 | Canada (bandiera)      | C     | Abigail Fogg      | 1994 | 193  |  | [ 5 ]  |

## Statistiche

### Statistiche di squadra
| Competizione        | Punti | In casa | In casa | In casa | In casa | In casa | In trasferta | In trasferta | In trasferta | In trasferta | In trasferta | Totale | Totale | Totale | Totale | Totale | Totale |
| Competizione        | Punti | G       | V       | P       | Ptf     | Pts     | G            | V            | P            | Ptf          | Pts          | G      | V      | P      | Ptf    | Pts    | Diff.  |
| ------------------- | ----- | ------- | ------- | ------- | ------- | ------- | ------------ | ------------ | ------------ | ------------ | ------------ | ------ | ------ | ------ | ------ | ------ | ------ |
| Serie A1            | 26    | 12      | 7       | 5       | 788     | 804     | 12           | 6            | 6            | 800          | 814          | 24     | 13     | 11     | 1588   | 1618   | -30    |
| Play-off            |       | 1       | 0       | 1       | 0       | 20      | 1            | 0            | 1            | 0            | 20           | 2      | 0      | 2      | 0      | 40     | -40    |
| Coppa Italia        |       | -       | -       | -       | -       | -       | 1            | 0            | 1            | 57           | 102          | 1      | 0      | 1      | 57     | 102    | -45    |
| Supercoppa italiana |       | -       | -       | -       | -       | -       | 1            | 0            | 1            | 76           | 77           | 1      | 0      | 1      | 76     | 77     | -1     |
| Totale              |       | 13      | 7       | 6       | 788     | 824     | 15           | 6            | 9            | 933          | 1013         | 28     | 13     | 15     | 1721   | 1837   | -116   |

### Statistiche delle giocatrici
Campionato (stagione regolare e play-off)
| Giocatrice          | Partite | Partite | Min. | Pun | Tiri da 2 | Tiri da 2 | Tiri da 2 | Tiri da 3 | Tiri da 3 | Tiri da 3 | Tiri Liberi | Tiri Liberi | Tiri Liberi | Rimbalzi | Rimbalzi | Rimbalzi | Palle | Palle | Stopp. | Stopp. | Ass | Falli | Falli | Val. |
| Giocatrice          | Pr      | PG      | Min. | Pun | R         | T         | %         | R         | T         | %         | R           | T           | %           | D        | O        | T        | P     | R     | S      | D      | Ass | F     | S     | Val. |
| ------------------- | ------- | ------- | ---- | --- | --------- | --------- | --------- | --------- | --------- | --------- | ----------- | ----------- | ----------- | -------- | -------- | -------- | ----- | ----- | ------ | ------ | --- | ----- | ----- | ---- |
| Jolene Anderson     | 22      | 22      | 721  | 381 | 93        | 153       | 61        | 58        | 159       | 36        | 21          | 25          | 84          | 123      | 32       | 155      | 42    | 37    | 1      | 6      | 62  | 25    | 36    | 444  |
| Arianna Arado       | 13      | 8       | 69   | 9   | 4         | 10        | 40        |           |           |           | 1           | 2           | 50          | 10       | 4        | 14       | 3     |       | 1      | 3      | 1   | 5     | 4     | 15   |
| Giulia Ciavarella   | 24      | 24      | 649  | 198 | 46        | 108       | 43        | 28        | 100       | 28        | 22          | 31          | 71          | 33       | 23       | 56       | 34    | 21    | 2      | 4      | 28  | 37    | 46    | 137  |
| Elena Fietta        | 24      | 23      | 426  | 129 | 40        | 88        | 45        | 12        | 42        | 29        | 13          | 17          | 76          | 27       | 15       | 42       | 50    | 16    | 6      |        | 55  | 40    | 36    | 100  |
| Marcella Filippi    | 22      | 19      | 468  | 127 | 23        | 47        | 49        | 25        | 101       | 25        | 6           | 7           | 86          | 35       | 15       | 50       | 18    | 22    |        | 1      | 24  | 36    | 15    | 84   |
| Abigail Fogg        | 8       | 8       | 173  | 47  | 18        | 41        | 44        | 1         | 5         | 20        | 8           | 9           | 89          | 23       | 12       | 35       | 22    |       | 1      | 1      | 7   | 21    | 13    | 31   |
| Elena Giordano      | 12      | 5       | 18   | 2   | 1         | 5         | 20        | 0         | 3         | 0         | 0           | 2           | 0           | 3        |          | 3        | 2     |       |        | 1      | 2   | 2     | 2     | -3   |
| Irene Guarise       | 6       | 2       | 10   | 3   |           |           |           | 1         | 1         | 100       |             |             |             |          |          |          | 2     | 1     |        |        | 1   | 2     |       | 1    |
| Alice Milani        | 14      | 10      | 48   | 8   | 2         | 3         | 67        | 1         | 4         | 25        | 1           | 2           | 50          | 3        | 1        | 4        | 5     |       |        |        | 2   | 5     | 1     |      |
| Sara Nezaj          | 5       | 2       | 18   | 4   | 2         | 4         | 50        |           |           |           |             |             |             | 2        |          | 2        | 2     | 1     |        |        | 2   | 3     |       | 2    |
| Francesca Pasa      | 24      | 24      | 633  | 216 | 72        | 127       | 57        | 11        | 48        | 23        | 39          | 60          | 65          | 66       | 7        | 73       | 57    | 45    | 12     | 6      | 88  | 50    | 70    | 266  |
| Martina Rosignoli   | 11      | 4       | 27   | 15  | 3         | 3         | 100       | 3         | 6         | 50        |             |             |             | 2        |          | 2        | 1     |       |        |        |     | 3     |       | 10   |
| Eglė Šulčiūtė       | 24      | 24      | 746  | 249 | 72        | 147       | 49        | 18        | 61        | 30        | 51          | 66          | 77          | 153      | 53       | 206      | 76    | 20    | 4      | 3      | 97  | 61    | 87    | 388  |
| Sara Toffolo        | 23      | 22      | 386  | 103 | 46        | 79        | 58        | 0         | 8         | 0         | 11          | 20          | 55          | 46       | 28       | 74       | 22    | 12    | 3      | 6      | 22  | 50    | 29    | 121  |
| Monica Tonello      | 24      | 24      | 345  | 88  | 2         | 10        | 20        | 24        | 78        | 31        | 12          | 16          | 75          | 17       | 5        | 22       | 15    | 11    | 1      |        | 11  | 28    | 14    | 36   |
| Sofia Taeko Varaldi | 14      | 9       | 62   | 9   | 2         | 10        | 20        | 1         | 4         | 25        | 2           | 2           | 100         | 5        |          | 5        | 8     | 2     | 2      | 1      | 4   | 7     | 1     | -6   |